# キッコー製菓
キッコー製菓（キッコーせいか）は、大阪府八尾市南木の本に本社を置く、飴を中心とした菓子メーカーである。1949年創立、1959年設立。

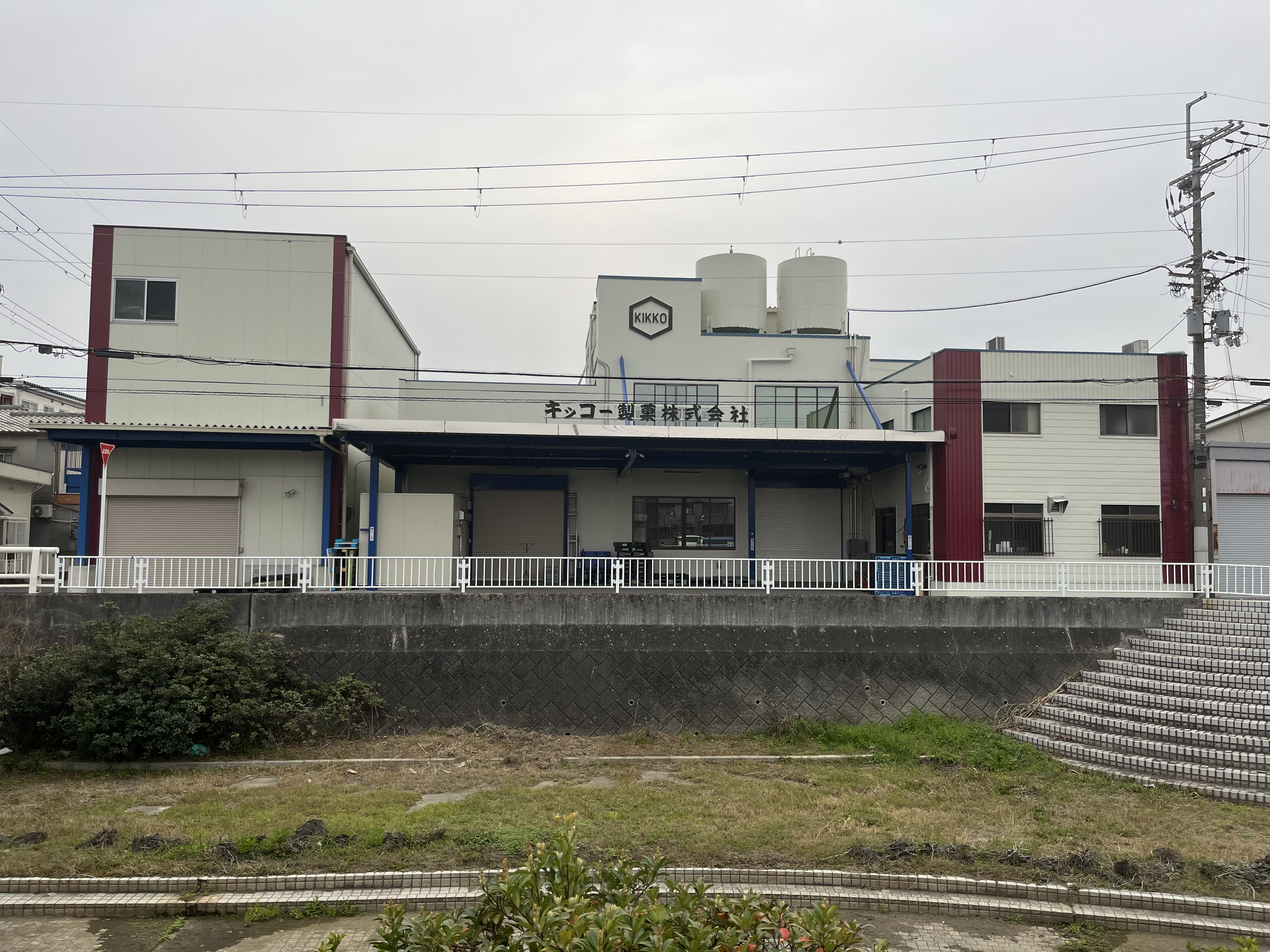
キッコー製菓

## 会社概要
キャンディ、ホットケーキ、餅などの製造販売をおこなう。主に大阪・奈良・和歌山などの地域を中心に流通されている。
一般的に関西地区限定のローカル食品製造企業ではあるが、近年では問屋の流通経路の拡大により、中国・四国地方の他、ごく稀に関東地方などでも製品が取り扱われたりすることがある。

## 沿革
1949年に飴菓子の製造会社として創業。1973年頃から関西の食文化の小餅の製造を行う業者が少なかったことから餅の製造を始めた。製造当初より国産ブランドのもち米「ヒヨクもち」を使用し昔ながらの餅つきで生産している。